# Lawrence Quaye
Lawrence Awuley Quaye oder auch Anas Mubarak (arabisch أنس مبارك; * 22. August 1984 in Accra) ist ein ghanaischer Fußballspieler, der international allerdings für Katar auflief. Quaye erhielt nach seiner Einbürgerung 2010 den katarischem Pass und spielt seit 2018 beim Umm-Salal SC.

## Karriere

### Verein
Lawrence Quaye begann seine Karriere in Ghana bei Liberty Professionals. Im Januar 2003 wechselte er zum französischen Verein AS Saint-Étienne. Am 8. März gab er gegen ES Wasquehal sein Ligadebüt und erzielte am 6. Dezember gegen den FC Gueugnon den 1:0-Siegtreffer und damit sein einziges Tor. Mit Saint-Étienne schaffte er es zum Titelgewinn der Ligue 2 2003/04 und den damit verbundenen Aufstieg in die Ligue 1.  Nach Ablauf der Saison 2003/04 kehrte er für ein halbes Jahr zu Liberty Professionals zurück, ehe er zur Saison 2004/05 nach Katar zum Al-Gharafa Sports Club wechselte.
Mit dem Al-Gharafa Sports Club schaffte er den Titelgewinn 2007/08 und wiederholte dies in den Jahren 2008/09 und 2009/10. Am 16. Mai 2009 gewann Al Gharafa das Finale des Emir of Qatar Cups mit einem 2:1-Sieg über den Al-Rayyan SC. Seit 2008 bestritt Quaye 17 Spiele für Al Gharafa in der AFC Champions League, ein Torerfolg blieb ihn allerdings bisher verwehrt.

### Nationalmannschaft
Quaye spielte für die ghanaische U-17-Nationalmannschaft beim UEFA-CAF Meridian Cup 2001 und absolvierte dort drei Spiele gegen Portugal (1:1), Italien (0:1) und Spanien (0:2).
2010 entschied er sich für die katarische Fußballnationalmannschaft zu spielen und gehörte zum Aufgebot für die Fußball-Asienmeisterschaft 2011, welche im eigenen Land ausgetragen wurde. Für seine „zweite Heimat“ absolvierte er einige Vorbereitungsspiele gegen Haiti, Ägypten, Estland, gegen den Iran und Nordkorea. Auch beim Golfpokal 2010 kam er in allen drei Gruppenspielen zum Einsatz. Des Weiteren bestritt er ein inoffizielles Freundschaftsspiel gegen den Schweizer Klub FC Lausanne-Sport.

## Sonstiges
- Um in der katarischen Nationalmannschaft spielen zu können, brauchte Quaye einen katarischen Pass. Für diesen benötigte er einen arabischen Namen und bekam auf seinen Pass den Namen Anas Mubarak.[17]

- Er hat auch einen älteren Bruder, der ebenfalls als Profifußballspieler aktiv ist. Abdullah Quaye (zuvor Awuley Quaye Junior) verbrachte seine Karriere bereits in vielen verschiedenen Ländern, wie Spanien, Deutschland, Ghana, Tunesien, Saudi-Arabien, Ägypten oder den Vereinigten Arabischen Emiraten. Kurz nach seinem Transfer zu Al-Wahda im Jahre 2007 konvertierte er zum Islam und änderte seinen Namen deshalb in Abdullah. Awuley Quaye Senior, der Vater der beiden, war einst selbst aktiv als Fußballspieler aktiv, spielte für die ghanaische Fußballnationalelf und nahm auch an einer Olympiade teil.

## Erfolge
AS Saint-Étienne
- Ligue 2: 2003/04

Al-Gharafa Sports Club
- Qatar Stars League: 2007/08, 2008/09, 2009/10
- Emir of Qatar Cup: 2008/09
- Qatari Stars Cup: 2009
- Qatar Crown Prince Cup: 2010, 2011
- Sheikh Jassem Cup: 2007/08